# Путин, Геннадий Фёдорович
Генна́дий Фёдорович Пу́тин (15 января 1947 — 25 апреля 2015) — советский и российский физик и преподаватель, доктор физико-математических наук (2000 г.), профессор, заведующий кафедрой общей физики Пермского государственного университета (1990), автор свыше 150 научных работ, из них 25-ти в зарубежных изданиях.

## Биография
Родился 15 января 1947 года.
В 1970 году закончил физический факультет Пермского государственного университета имени А. М. Горького, работал на нём с 1977 года. Защитил кандидатскую диссертацию «Экспериментальное исследование конвекции в условиях сильной диссипации» (1979, 1985)
В 1990 году возглавил кафедру общей физики.
Тема докторской диссертации — «Экспериментальное исследование условий возникновения и структуры свободноконвективных течений» (2000; официальные оппоненты А. В. Гетлинг, В. В. Пухначёв, Е. Л. Тарунин). Изобрёл три сейсмологических акселерометра оригинальной конструкции. Был членом Координационного научно-технического совета Роскосмоса.
Руководил экспериментами по физике жидкостей и газов на орбитальном комплексе «Мир» и МКС, изучал явление тепломассообмена в магнитных наносуспензиях, исследовал конвекцию в гравитационных и волновых полях.
Умер 25 апреля 2015 года.

## Статьи
- Федорович П. Г. О выборе параметра интеллектуального управления конвективной системой // Вестник Пермского университета. — 2012. — № 2.
- Зюзгин А. В., Путин Г. Ф. Влияние вертикальных вибраций на режимы конвекции в вертикальном слое жидкости // Вестник Пермского университета. — 2012. — № 3. — С. 5-7.
- Федорович П. Г. ПРИМЕНЕНИЕ ИНФОРМАЦИОННО-КОММУНИКАЦИОННЫХ ТЕХНОЛОГИЙ В ДИСТАНЦИОННЫХ ЛАБОРАТОРНЫХ РАБОТАХ //Научно-методический электронный журнал" Концепт". — 2012. — № 09.
- Береснева Е. Н. Волновые режимы конвекции в наклонном слое магнитной жидкости //3-Молекулярная физика, физика жидкостей и газов. — С. 145.

## Награды
- Почётный диплом NASA.
- Почётный диплом университета Хантсвилла за работы по программе «Мир»-«Шаттл»,
- Диплом I степени Пермского края[4]
- Премия Пермского края за лучшую работу в области механики и процессов управления (2007).
- Нагрудный знак «Почетный работник высшего профессионального образования РФ».